# 3dmiX
3dmiX je počítačový hudební program pro BeOS, který zobrazuje každou stopu libovolného zvuku jako objekt na virtuálních 3D zvukových stupních a dovoluje uživatelům modifikovat jeho charakteristiky velmi komfortním způsobem pomocí myši. Program byl předtím pojmenovaný Benoit's Mix po svém stvořiteli, Benoitu Schillingovi, který nyní působí jako CTO ve firmě Trolltech. Jeho program je často citovaný jako příklad úžasné aplikace pro BeOS.
V současné době je také součástí nového operačního systému YellowTAB Zeta verze 1.1, kde má zatím víceméně dominantní postavení.